# 松井博光
松井 博光（まつい ひろみ、1930年12月5日 - 2012年11月1日）は、日本の中国文学者、旧・東京都立大学名誉教授。近現代中国文学が専門。
宮城県仙台市に生まれる。慶應義塾大学を卒業した。旧・東京都立大学助教授、教授を務め、1990年に定年退官して、名誉教授となる。

## 著書

### 単著
- 『薄明の文学 中国のリアリズム作家・茅盾』東方書店《東方選書》、1979年10月

### 共編
- 『中国現代文学研究の深化と現状 日本における中国文学(現代/当代)研究文献目録 1977-1986』（阿部幸夫との共編）東方書店、1988年2月

### 翻訳
- 茅盾「林商店」『現代中国文学全集 第3巻』河出書房新社、1958年
- 袁珂『中国古代神話』（伊藤敬一・高畠穣との共訳）みすず書房《みすず・ぶっくす》、1960年
- 梁斌『燃えあがる大地 紅旗譜』(1-3巻）至誠堂、1961年 - 1962年
- 謝冰心「わかれ」、落華生「春桃」『中国現代文学選集 第5』平凡社、1962年
- 柔石「奴隷となった母親」「中国現代文学選集 第7』平凡社、1962年
- 黄良成「長征追憶」、程世才「悲壮な進軍」『中国現代文学選集 第17』平凡社、1963年
- ファン・ティ・クェン『あの人の生きたように グエン・バン・チョイの妻の記録』新日本出版社《新日本新書》、1966年
- 『王杰の日記』（伊藤敬一との共訳）青年出版社、1966年
- 李鋭『毛沢東その青年時代』（玉川信明との共訳）至誠堂、1966年
- 許広平『魯迅回想録』筑摩書房《筑摩叢書》、1968年
- 周而復「ノルマン・ベチューン断片」『全集・現代世界文学の発見 第8』学芸書林、1970年
- 李鋭『若き毛沢東 青年時代の思想形成』（玉川信明との共訳）太平出版社、1976年
- シリル・バーチ「天の川からきたタニシ・反乱のまえぶれ」（松枝茂夫との共訳）『オクスフォード世界の民話と伝説 第12巻(中国編)  改訂』講談社、1978年9月
- 『魯迅全集 5 而巳集・三閑集』学習研究社、1985年4月
- 遇羅錦「春の童話」『現代中国文学選集 別巻』（近藤直子との共訳）徳間書店、1987年10月
- 陸文夫「美食家」他 『現代中国文学選集 9』徳間書店、1990年9月
- 茹志鵑「百合の花」他『現代中国文学選集 11』徳間書店、1990年10月
- 茅盾「子夜」『集英社ギャラリー 世界の文学20』集英社、1991年6月
- 『茅盾回想録』（立間祥介との共訳）みすず書房、2002年9月